# پوهولان وویما
پوهولان وویما (انگلیسی: Northern Power Company Ltd.) شرکت برق فنلاندی است، که در سال ۱۹۸۶ تأسیس شد.